# Neutropenia congénita severa
El síndrome de Kostmann, o neutropenia severa congénita, autosomal recesiva tipo 3 (SCN3); y enfermedad de Kostmann, es una neutropenia (disminución de los leucocitos neutrófilos) congénita.
Este trastorno se produce de forma esporádica o como un trastorno autosómico recesivo, este tipo de neutropenia congénita causa neutropenia intensa pero con preservación del linaje de células eritroides o megacariocíticas que son las que producen glóbulos rojos y plaquetas.
En esta patología el recuento total de glóbulos blancos es normal (5.000/μL-10.000/μL), pero el recuento de los neutrófilos es menor a 500/μL. Los niveles de los monocitos y los eosinófilos pueden ser elevados.
Generalmente los pacientes con Kostmann presentan severos cuadros infecciosos que los llevan a la hospitalización frecuente desde su nacimiento. El tratamiento consiste en la inyección diaria de factor estimulante de colonias de granulocitos (filgrastim) en dosis que van desde 0 a 100 micro gramos por kilo de peso. En caso de alcanzar esta dosis y no habiendo respuesta efectiva en el recuento de neutrófilos se entenderá por fracasado el tratamiento y deberá recurrir al trasplante de médula ósea como única alternativa de tratamiento.
En ocasiones se apoya el tratamiento con dosis permanentes o por ciertos periodos de antibióticos profilácticos, previniendo la aparición de infecciones.
Si bien es cierto el trasplante es una solución definitiva para esta condición, este procedimiento presenta riesgos que deberán ser considerados frente a la condición clínica del paciente. Se recomienda el estudio histocompatibilidad entre hermanos biológicos a fin de evaluar oportunidades de éxito frente al posible trasplante.

## Tratamiento
Administración de Factor estimulante de colonias de granulocitos humanos recombinantes(rhG-CSF).
- Dosis: G-CSF : 2.5 a 100 mcg / kg / día

### Pronóstico
Sin tratamiento la mortalidad alcanza el 70% dentro del primer año de vida.